# Lista del molibdeno

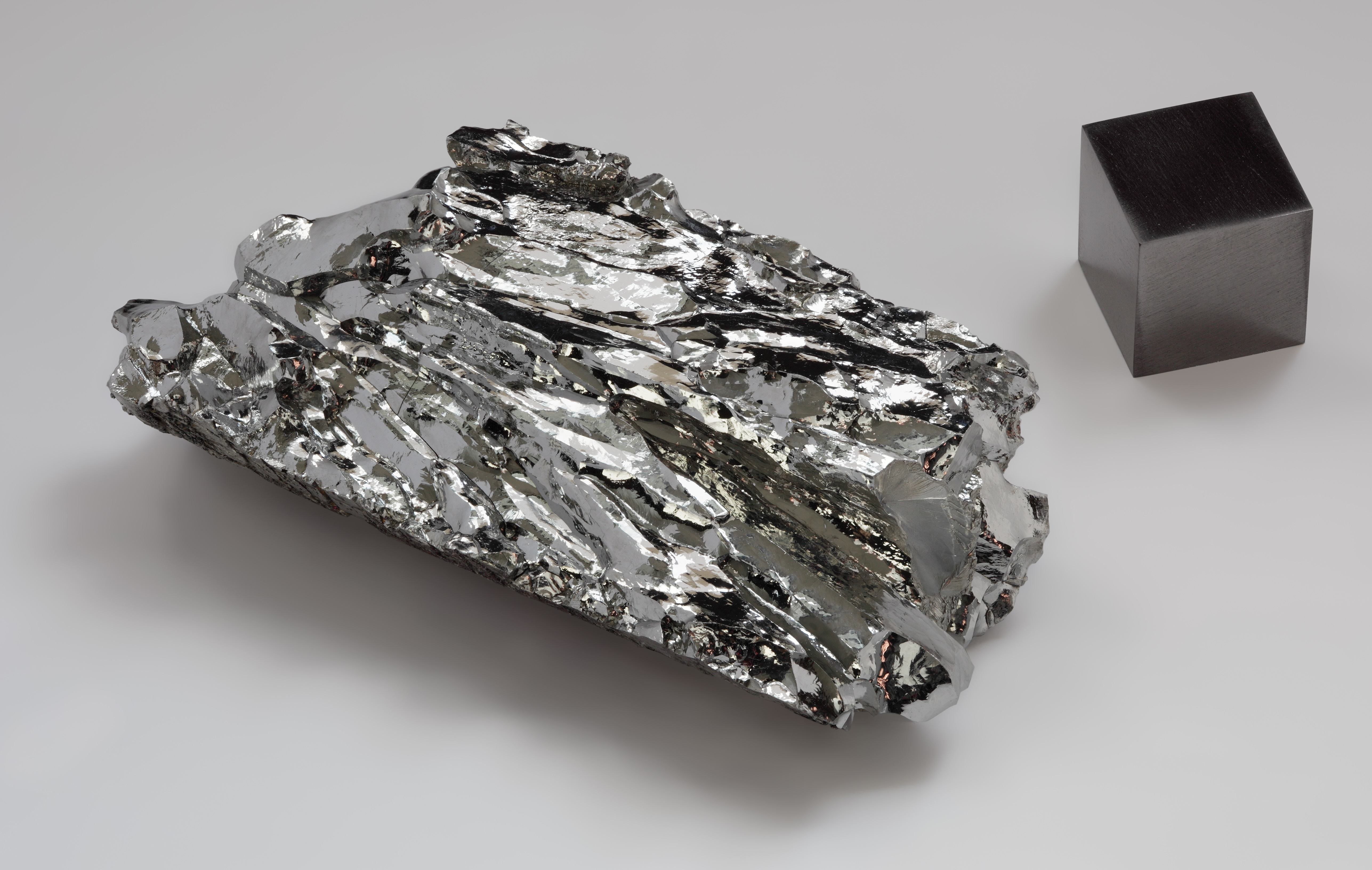
Fragmento y cubo de molibdeno.

La denominada «lista del molibdeno» era un listado de demandas de materias primas y material de guerra que Benito Mussolini envió a la Alemania de Adolf Hitler como condición para la entrada de Italia en la Segunda Guerra Mundial.
El listado adoptó dicha denominación a partir de un comentario realizado por el embajador italiano en Berlín, Bernardo Attolico; ya que el tonelaje de molibdeno solicitado superaba toda la producción mundial de la época, lo que dejaba claro que la lista no era más que un pretexto para evitar la entrada de Italia a la guerra. Fue redactado durante una reunión celebrada en Palacio Venecia el sábado 26 de agosto de 1939, entre Mussolini y los jefes del Estado Mayor de las fuerzas armadas italianas. Fue enviada al embajador italiano en Berlín ese mismo día, quien a su vez la entregó al ministro de Relaciones Exteriores alemán, Joachim von Ribbentrop.